# Syringodium isoetifolium
Syringodium isoetifolium is een plant uit de familie Cymodoceaceae. Deze vormt zeegrasvelden op zandige bodems in ondiepe heldere wateren in de Indische Oceaan en de Grote Oceaan. De soort staat op de Rode Lijst van de IUCN geklasseerd als 'niet bedreigd'.